# Немачка 3. оклопна дивизија
Немачка 3. оклопна дивизија формирана је 1935. године. Учествовала је 1939. у инвазији на Пољску, 1940. у инвазији на Француску и 1941. у Операцији Барбароса. На Источном фронту 1942. покушала је да се пробије на Кавказ. Учествовала је у Курској бици као део 48. оклопног корпуса борећи се заједно са 11. Оклопном дивизијом, 167. Пешадијском девизијом и елитном оклопногранадирском дивизијом Гродојчланд. Током битке 3. оклопна дивизија је употребљена за почетни пробој совјетских положаја и нанела је велике губитке Совјетима. Касније је обезбеђивала бокове 48. оклопне дивизије. Након совјетског противудара 3. оклопна дивизија неуспешно је покушавала да одбрани Краков. У каснијем току рата повлачила се на запад заједно са осталим немачким снагама. Почетком 1945. пребачена је из Пољске у Мађарску а на пролеће у Аустрију где се предала Американцима на крају рата. 